# Княждвор
Княждвор (укр. Княждвір) — село в Печенежинской поселковой общине Коломыйского района Ивано-Франковской области Украины.
Население по переписи 2001 года составляло 1875 человек. Занимает площадь 19,969 км². Почтовый индекс — 78294.

## История
В 1946 году указом ПВС УССР села Горишный Княждвор и Долишный Княждвор переименованы соответственно в Верхнее и Нижнее.
Образовано в 1993 году путем объединения сел Верхнее и Нижнее.